# Канадське вино

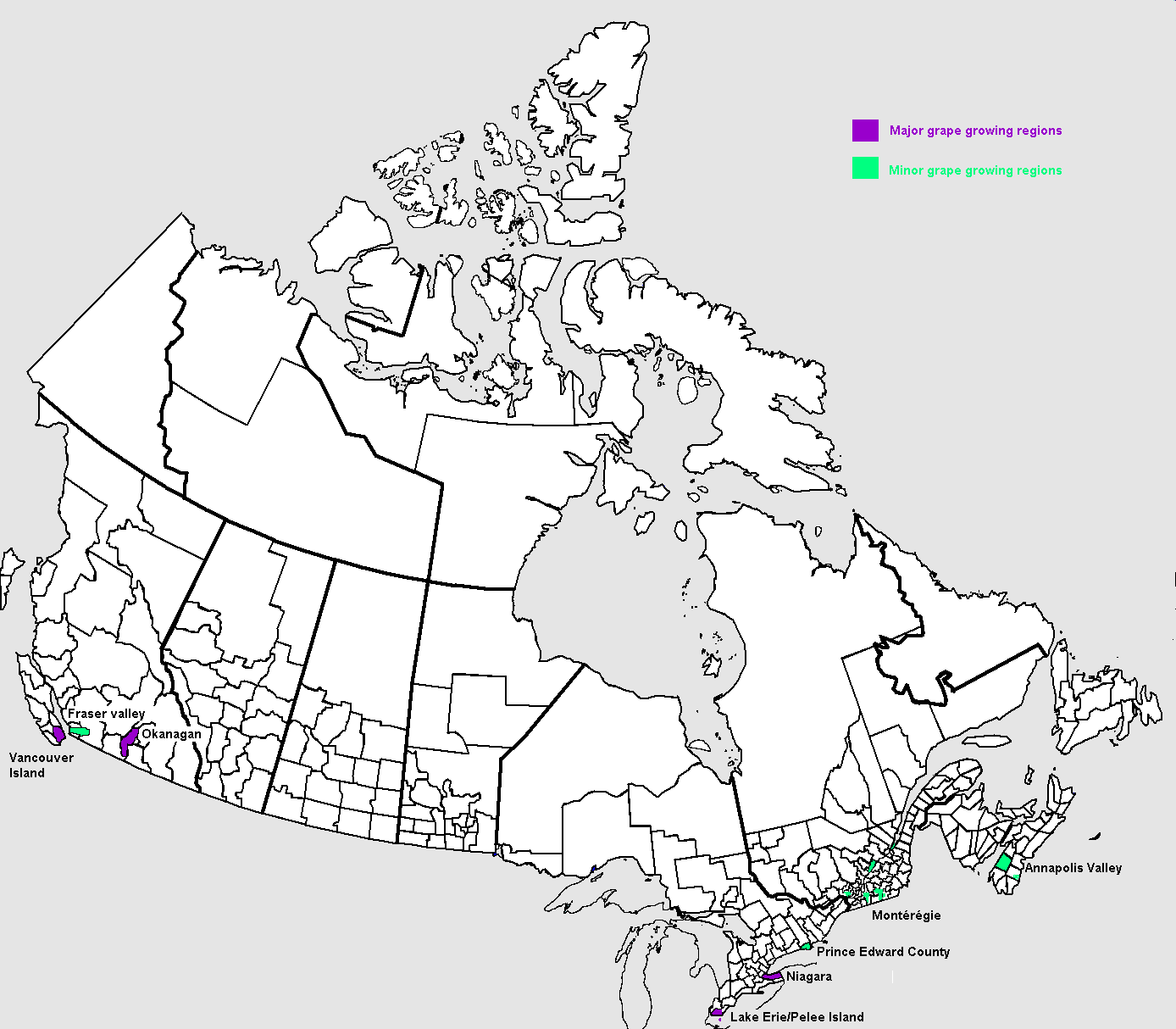
Регіони розповсюдження винарства в Канаді

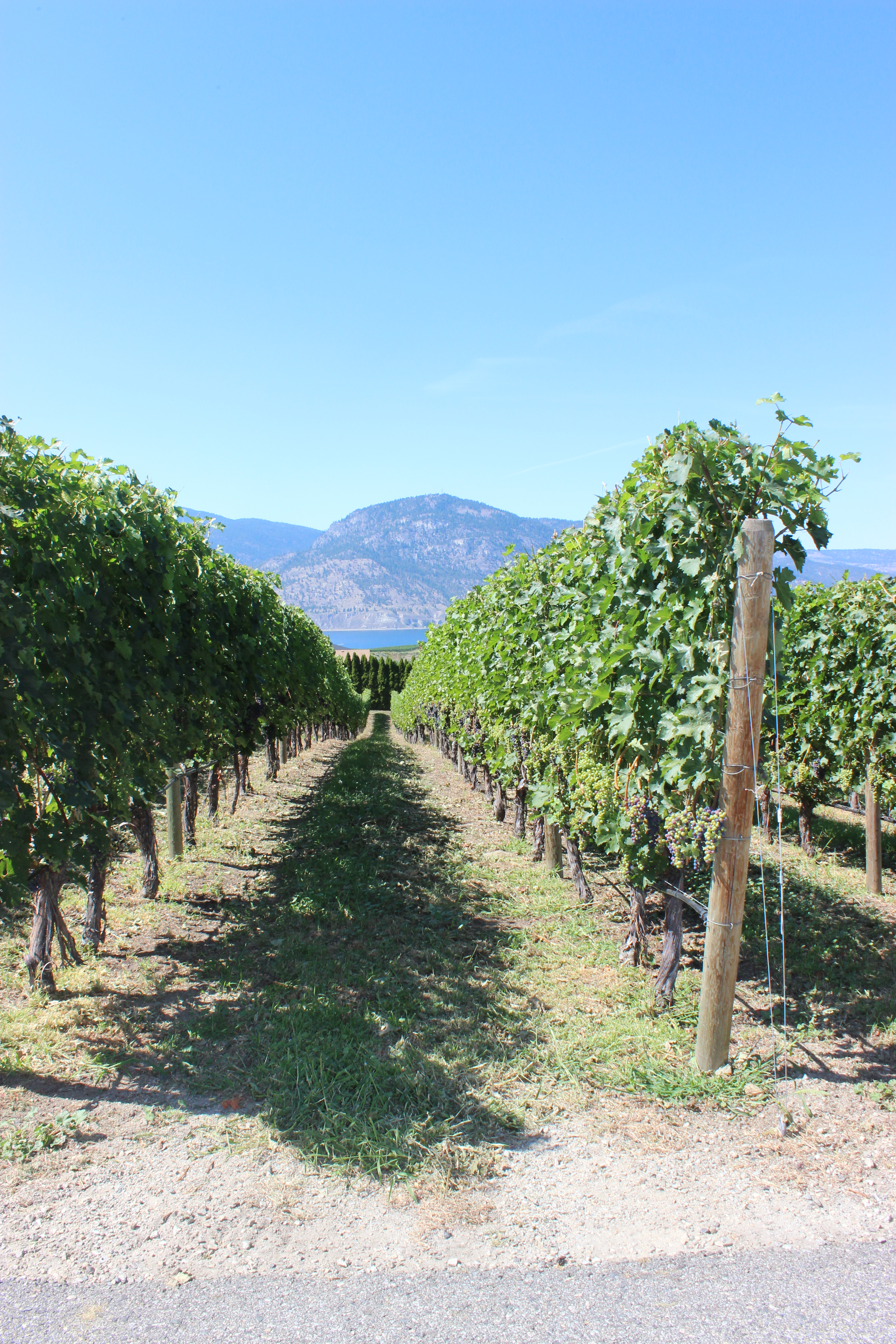
Винарство в громаді Нарамата, Британська Колумбія

Канадське вино зазвичай займає окремі полиці в лікеро-горілчаних магазинах Канади. Успіх на ринку Канади, а також до певної міри у світі (0,3 % від світового виробництва у 2002 році) канадському вину забезпечило «льодяне вино» — десертне вино з замерзлого ще на лозі винограду. Виробляється в долинах гір і Преріях Канади також різні сорти фруктового вина, вина з ягід, утім останні часом не класифікуються як вино. Виробництво вина в Канаді займає 26 тис. акрів і економічний внесок галузі оцінюється в 6,8 млрд кан. доларів, зокрема: в Онтаріо 3,3 млрд кан. доларів, у Британській Колумбії 2,0 млрд кан. доларів, в Квебеку 0,8 млрд кан. доларів, в Новій Скотії 0.2 млрд кан. доларів.
Виробляється вино в Канаді вже понад 200 років переважно в провінціях Британська Колумбія та Онтаріо. Уже перші переселенці з різним успіхом намагалися вирощувати різні варіації Середньоземноморського сорту винограду Vitis vinifera. Довгий період до 1960 року розвиток винарства в Канаді гальмувався різними антиалкогольними кампаніями. Втім в останні часи розвиток технологій і мода на низькоградусні напої дозволив вивести виробництво вина в Канаді на вищий рівень.
В Договорі про вільну торгівлю між Канадою і Україною окремо оговорюється зняття мит на експорт канадського вина і про запобігання його підробці.
Як приклад успішного розвитку культури винарства можна пригадати сільськогосподарську громаду Нарамата на озері Оканаган у долині Скелястих гір провінції Британська Колумбія. Виробництво вина в цьому унікальному регіоні, на перетині клімату гір і напівпустелі є джерелом не лише прямого доходу від продажу, а й також популярного винотуризму і навіть особливої культури розслабленого життя Cittaslow.

### Інше маркування
Вино вироблене в Канаді з імпортованого винограду і соку має окреме маркування Cellared in Canada. Вироблене в Британській Колумбії таке вино може містити до 100 % винопродукту з США, ПАР, Аргентини, Чилі і останнім часом Китаю. Щоб попасти на полиці «Канадського вина» в Онтаріо напій має вміщувати на більше 60 % імпортованого продукту. Інший спосіб маркування такого продукту: «Product of Canada», «Vinted in Canada». Маркування «International — Canadian blends» в Онтаріо означає, що іноземного продукту до 75 %.